# Xoanodera amoena
Xoanodera amoena là một loài bọ cánh cứng trong họ Cerambycidae.